# Pyrellia keiseri
Pyrellia keiseri är en tvåvingeart som beskrevs av Zielke 1972. Pyrellia keiseri ingår i släktet Pyrellia och familjen husflugor.
Artens utbredningsområde är Madagaskar. Inga underarter finns listade i Catalogue of Life.